# Hipparchia pedemontana
Hipparchia pedemontana är en fjärilsart som beskrevs av Rocci 1912. Hipparchia pedemontana ingår i släktet Hipparchia och familjen praktfjärilar. Inga underarter finns listade i Catalogue of Life.